# تراز نغمه
در زبان‌شناسی، فرآوری گفتار، و موسیقی، تراز نغمه (به انگلیسی: pitch contour) برای یک صدا یک تابع یا منحنی است که نغمه دریافتی از صدا را در طول زمان پیگیری می‌کند. تراز نغمه می‌تواند شامل چندین صدا باشد که از چندین نغمه بهره می‌برند، و می‌توانند تابع بسامد در یک نقطه زمانی را به تابع بسامد در نقطه بعدی مرتبط کند.
این موضوع برای مفهوم زبان‌شناسی نواخت بنیادین است، که در آن نغمه یا تغییرات نغمه برای یک واحد گفتاری در زمان روی مفهوم معناشناختی آن صدا تاثیر می‌گذارد. همچنین به آهنگ در زبان‌های گویش-نغمه‌ای اشاره می‌کند.
یکی از چالش‌های اصلی در فن‌آوری فرآوری گفتار، مخصوصا برای زبان‌های غربی، ساخت یک تراز نغمه طبیعی-صداده برای متون به عنوان یک کل است. اگر از تراز نغمه‌های غیر طبیعی استفاده شود، به ترکیب‌هایی می‌رسیم که صداهای «بی‌جان» یا «بدون‌هیجان» برای شنونده انسانی دارند، ویژگی‌ای که یک کلیشه برای ترکیب گفتار در فرهنگ مردمی شده است.
در موسیقی، تراز نغمه روی تغییرات مرتبط در نغمه در طول زمان برای یک ترتیب اولیه از نوت‌های اجراشده تمرکز دارد. تراز مشابه می‌تواند بدون فقدان کیفیت‌های مرتبط اساسی اش منتقل شود، مثل تغییرات تصادفی در نغمه یا نغمه‌ای که در طول زمان بالا یا پایین می‌رود. آنچه در تحلیل موسیقی پس-نواختی استفاده می‌شود، روش مایکل فریدمن برای تحلیل تراز نغمه، از انتساب مقادیر عددی برای اشاره به آنکه کدام نغمه در ارتباط با دیگران در یک خط موسیقیایی پایین‌تر افتاده است، استفاده کرد؛ به پایین‌ترین نغمه مقدار "0" و به بالاترین نغمه مقدار n-1 منتسب شده بود، که در آن n=تعداد نغمه‌ها در قطعه‌بندی است. از این رو ترازی که از ترتیب پایین، میانه بالا پبروی می‌کند را توسط کلاس‌های ترازی 0، 1 و 2 برچسب‌گذاری می‌کنند.
نواخت‌های خالص دارای نغمه‌های واضح ند، اما صداهای پیچیده مثل گفتار و موسیقی معمولا دارای قله‌های شدیدی در بسامدهای بسیار متفاوت هستند. با این حال با قراردادن یک نقطه مرجع ثابت در تابع فرکانس یک صدای پیچیده، و سپس مشاهده حرکت این نقطه مرجع در زمان ترجمه تابع، می‌توان یک تراز نغمه‌ای معنادار ساخت که با تجربه انسانی سازگار است.
برای مثال، حرف صدادار e دارای دو سازند است، یکی در بین 280 و 530 هرتز قله‌دهی می‌شود، و دیگری بین 1760 و 3500 هرتز قله‌دهی می‌شود. وقتیکه یک فرد جمله‌ای را می‌خواند که شامل چندین صدای e است، قله‌ها در این محدوده‌ها حرکت می‌کنند، و حرکت قله‌ها در بین این دو نمونه مقادیر آن‌ها را در تراز نغمه می‌سازند. 